# Felicia Mabuza-Suttle
Pour les articles homonymes, voir Mabuza et Suttle.
Felicia Mabuza-Suttle, née le 3 juin 1950 à Sophiatown en Afrique du Sud, est une animatrice de talk-show et une entrepreneuse sud-africaine. 
Elle vit longtemps aux États-Unis, en raison de la politique d’apartheid appliquée en Afrique du Sud. Lorsqu’elle revient dans son pays natal, à la fin de l’apartheid, elle devient l'une des animatrices de la télévision publique, la SABC, et devient connue pour les talks-shows qu’elle y anime. Elle y accueille diverses personnalités sud-africaines et y aborde des thèmes sociaux sensibles.

## Biographie
Felicia Mabuza-Suttle naît en juin 1950 à Sophiatown, un quartier noir de Johannesbourg, en Afrique du Sud, à l'époque de l'apartheid,. Elle est née d'un père noir et d'une mère métisse. Durant son enfance, elle est un moment la jeune membre d’un groupe de chant, Tiny Tots, animé par la pianiste Emily Motsieloa. Un de ses  meilleurs souvenirs, raconte-t-elle, est d’avoir fait avec ce groupe de chant la première partie de Miriam Makeba et des Manhattan Brothers (en).
Dans les années 1960 et 1970, un grand nombre de Sud-Africains noirs partent étudier à l'étranger pour échapper au régime de l'apartheid. Felicia Mabuza-Suttle est de ceux-là, étudiante à l'université Marquette aux États-Unis. Elle se marie en 1976. 
Dans les années 1980, elle obtient une licence en journalisme, suivie d'une maîtrise en communication de masse.
Parallèlement à ses études, Mabuza-Suttle écrit également pour The World Newspaper, où elle rencontre des militants anti-apartheid notoires, dont Steve Biko, le leader du Mouvement de conscience noire. Cela l'amène progressivement à s'engager politiquement.
Mabuza-Suttle retourne brièvement en Afrique du Sud en 1982 pour travailler pour Radio Bophutatswana. Le Bophuthatswana, constitué de plusieurs territoires  enclavés dans l’Afrique du Sud, est alors un bantoustan proclamé indépendant en 1977 mais dont l'indépendance n'a pas été reconnu par la communauté internationale. Elle y est critiquée pour ses prises de position.
En 1990, Mabuza-Suttle s'installe plus durablement dans son pays natal, à la suite d'un appel de Nelson Mandela aux expatriés à revenir en Afrique du Sud: « Je me suis assise, j'ai regardé ma famille et j'ai dit à mon mari : "Il me parle, je veux rentrer au pays et servir, sinon je ne fais que travailler. Ici, en Amérique, c'est un chèque de paie, je ne suis pas là pour un chèque de paie. Ce qui m'intéresse, c'est de servir ». Elle accepte alors un poste à la South African Airways tandis que son mari reste aux Etats-Unis, à Atlanta. A cette époque, les dernières lois de l'apartheid sont en voie d'abolition (1991) et une période de négociations, qui aboutiront à une constitution provisoire et aux premières élections nationales non raciales au suffrage universel, débute entre le gouvernement et les partis politiques sud-africains. 
En 1992, elle commence à travailler à la télévision après s'être vu offrir un poste d'animatrice de talk-show à la South African Broadcasting Corporation. Les talks-shows sont alors un concept relativement nouveau en Afrique du Sud, et son émission rencontre rapidement le succès. Son émission est connue à l'origine sous le nom de Top Level. Dans un premier temps, elle reste directrice des relations internationales de la South African Airways pendant la semaine, avant de se consacrer pleinement à son activité dans les médias. 
En 1995, cette émission, Top Level, devient The Felicia Show. « L'Audimat a explosé », raconte-t-elle, précisant encore « Mon but était de créer un espace où Noirs et Blancs pourraient librement se parler. Je voulais abattre les stéréotypes, faire taire les sceptiques qui ne croient pas à la réconciliation ». Elle passe ensuite juste après le journal de 20h. Elle y donne la parole aux habitants des quartiers noirs, et y reçoit également des personnalités telles Nelson Mandela, Julius Nyerere, Kenneth Kaunda, Desmond Tutu, Winnie Mandela, Cherie Blair, Larry King, Danny Glover, Diana Ross, Hugh Masekela, Miriam Makeba, et d'autres. 
En 2000, l'émission est tout simplement rebaptisée Felicia (à l'occasion d'un passage à ETV, autre chaîne sud-africaine de langue anglaise). 
En 2004, dans l'émission télévisée sur les 100 Greatest South Africans, elle est désignée 70e plus grande Sud-Africaine de tous les temps par les téléspectateurs. Cependant, la même année, en raison des critiques selon lesquelles son émission ressemble trop à l'Oprah Winfrey Show, Felicia Mabuza-Suttle cesse son activité en Afrique du Sud et déplace son émission aux États-Unis, où elle est diffusée sous le nom de Conversations with Felicia sur The Africa Channel (en). Cette émission reste principalement consacrée à des échanges avec des personnalités sud-africaines .
Felicia Mabuza-Suttle fonde ensuite plusieurs entreprises commerciales, telle Back of the Moon, à Johannesbourg, un restaurant  reprenant le nom d’un ancien restaurant de Sophiatown des années 1950,  immortalisé par Miriam Makeba dans la pièce de théâtre King Kong, où des personnes de tous horizons se rencontraient,. Elle participe aussi à des conférences et à des activités philanthropiques.